# Sexualidad humana masculina
La sexualidad humana masculina abarca una variedad amplia de sensaciones y comportamientos y sentimientos. Los sentimientos del varón que promueven la atracción sexual pueden ser causados por varios rasgos físicos y sociales de su potencial pareja. El comportamiento sexual de los hombres puede ser afectado por muchos factores, incluyendo predisposiciones evolutivas, personalidad individual, crianza, y cultura. Aunque la mayoría de los hombres son heterosexuales, hay una minoría significativa que son homosexuales o bisexuales.<

## Atracción sexual

### Factores físicos
Hay investigaciones que indican que los hombres heterosexuales tienden a ser atraídos hacia mujeres jóvenes con simetría corporal. Simetría facial, feminidad, y en promedio también está relacionado con el atractivo. Estos típicamente encuentran los pechos de las mujeres atractivos y esto guarda algo de cierto para una gran variedad de culturas. Una preferencia por las mujeres de piel más clara ha sido documentado a través de muchas culturas.

Una comparación de una cintura deseable acorde a la proporción de la cadera (0.7) y una cintura indeseable acode a la proporción de la cadera (0.9).

Las mujeres con una cintura relativamente baja en la proporción de la cadera (WHR por sus siglas en inglés) se consideradas más atractivas. La proporción exacta varía entre culturas, según el WHR de las mujeres en la cultura local. En culturas Occidentales, un WHR de 0.70 es el preferido. Otros factores físicos posibles de atracción incluyen índice de masa corporal bajo, circunferencia de cintura baja, piernas más largas, y mayor curvatura de la espalda baja. Preferencia por una complexión de cuerpo esbelta o rechoncha  es culturalmente variable, pero en una manera previsible. En culturas donde los alimentos son escasos, la corpulencia está asociada con estatus alto y atractivo, pero en culturas con mayor acceso a los alimentos, ocurre lo contrario.
Los hombres generalmente prefieren que sus esposas sean más jóvenes que ellos, pero la diferencia de edad exacta varía entre culturas. Los hombres más mayores prefieren diferencias de edad más grandes y adolescentes prefieren a mujeres ligeramente mayores que ellos.
El grado exacto en el que el aspecto físico está considerado importante a la hora de seleccionar una pareja de largo plazo varía entre culturas.

### Factores no físicos
Los hombres desean a personas inteligentes, amables, comprensivas, y sanas para relaciones a largo plazo. También valoran que su pareja comparta sus valores y que sean similares en actitudes y personalidad.
La importancia de la castidad prematrimonial varía según la cultura.
Las infidelidades maritales son más dolorosas para los hombres que cualquiera otro dolor que su pareja les podría infligir.

### Interés en el sexo casual
En comparación a las mujeres, los hombres tienen un interés más grande en el sexo casual. En promedio, los hombres expresan un deseo más grande para por tener múltiples parejas, dejando pasar menos tiempo antes de buscar sexo, bajan sus estándares dramáticamente cuándo persiguen apareamiento a corto plazo, tienen más fantasías sexuales, especialmente fantasías que implican una variedad de múltiples parejas, buscando señales para apareamiento a corto plazo, experimentan mayor remordimiento por las oportunidades sexuales perdidas, tienen un número más grande de relaciones extramaritales y son más proclives a buscar sexo casual y amigos con beneficios, y a recurrir a la prostitución más a menudo.

### Crianza y personalidad
Un estudio indica los varios factores que influencian en  la edad de la primera relación sexual entre la juventud  de  13 a 18 años. Aquellos que provenían de familias con ambos padres presentes, de fondos socioeconómicos altos, que tenían un mejor desempeño escolar, eran más religiosos, que tenían  expectativas parentales más altas o sentían que a sus padres les importaban mostraban niveles más bajos de actividad sexual a través de todos los grupos por edad en el estudio. En contraste, aquellos con los niveles más altos de orgullo con base en su aspecto físico mostraron niveles más altos de actividad sexual.

### Sociosexualidad
Los hombres que están en una relación comprometida tienen una restringida orientación sociosexual y tendrán  un comportamiento sexual diferente en  comparación a los que tienen una orientación sociosexual no restringida. Los hombres con una orientación sociosexual restringida serán menos proclives a tener sexo fuera de su relación comprometida y se comportaran según su deseo de compromiso y cercanía emocional con su pareja.
Es menos probable que los hombres con restricción social sexual se acerquen a las mujeres que tienen una relación cintura-cadera más baja (0,68-0,72), generalmente calificadas como más atractivas físicamente.

### Inversión parental esperada
Elizabeth Cashdan propuso que estrategias de pareja entre ambos géneros difieren según cuánta inversión parental se esperada por parte del padre, y proveyó  estudios que apoyaban su   hipótesis. Cuándo los hombres esperan proporcionar un nivel alto de inversión parental,  intentarán atraer a las mujeres  enfatizando su capacidad de invertir. Además, los hombres que esperan invertir será más probable que destaquen su castidad y fidelidad que los que no esperan invertir. Los hombres con la expectativa de inversión parental baja alardearán su sexualidad a las mujeres. Cashdan argumenta su teoría en que las investigaciones apoya la idea de que los hombres que esperan invertir enfatizando su castidad y fidelidad, la cual es una estrategia de alto coste (porque baja oportunidades reproductivas), sugiere que aquel tipo de comportamiento tiene que ser beneficioso, o el comportamiento no habría sido seleccionado.

### Certeza de paternidad
La certeza de paternidad es el grado en el cual un hombre sabe o cree que el niño de una mujer es suyo.
En sociedades polígamas, los hombres   sienten grandes celos sexuales  cuándo su  certeza de paternidad es baja. Esto es porque no quieren arriesgarse a  malgastar su tiempo, energía y recursos en un niño que no es el suyo.
Las diferencias socio- económicas entre las culturas también afectan a la certeza de paternidad. En un "país de fertilidad" natural como Namibia, 96% de los muestran muestran celos sexuales.
Además,  hay una probanilidad más grande de pérdida de paternidad e incertidumbre sobre la  paternidad cuándo allí  hay  una carencia de anticonceptivos.

### Violencia sexual
Los hombres cometen más violaciones que las mujeres en proporción, según datos de algunas feministas. Puede ser que la violación sea un subproducto no adaptativo de otros mecanismos evolucionados, como el deseo por la variedad sexual y el sexo sin inversión, la sensibilidad a las oportunidades sexuales y una capacidad general de agresión física. Los roles de género masculino y un sentido de derecho general y sexual predicen actitudes y comportamientos relacionados con la violación en los hombres.
Aun así, puede ser que la selección evolutiva en el entorno ancestral en algunos casos favoreció  a los hombres que cometieron violaciones, resultando en lo violación siendo una adaptación. Los becarios de varios campos han criticado esta idea. David Buss afirma que se carece de evidencia clara de cualquier manera.

## Homosexualidad

### Orientación sexual e identidad sexual
La orientación sexual se refiere a la atracción relativa de uno hacia los hombres, las mujeres o ambos. La mayoría de los investigadores que estudian la orientación sexual se centran en los patrones de atracción más que en el comportamiento o la identidad, porque la cultura afecta la expresión del comportamiento o la identidad y es la atracción lo que motiva el comportamiento y la identidad, no al revés.
Aparte de ser heterosexual u homosexual, los individuos pueden ser  en cualesquiera  de los  grados variables  bisexuales. Bailey ha declarado que  esperan que en todas las  culturas la mayoría vasta de personas es sexualmente predispuesta exclusivamente al otro sexo, con una minoría que es sexualmente predispuesta al mismo sexo, siendo exclusivamente o no. En encuestas Occidentales, aproximadamente 93% de los hombres se identifican como completamente heterosexuales, 4% como mayoritariamente heterosexuales, 0.5% como más equitativamente bisexuales, 0.5% como mayoritariamente homosexuales, y 2% como completamente homosexuales. Un análisis de 67 estudios encontró que la prevalencia en el tiempo de vida de sexo entre hombres (a toda costa de orientación) era 3–5% para Asia Del este, 6–12% para Del sur y Asia Del este Del sur, 6–15% para Europa Oriental, y 6–20% para Latinoamérica. La Organización Mundial de la Salud estima que en todo el mund la prevalencia de hombres quiénes tienen sexo con hombres es entre 3 y 16%.
La orientación sexual puede ser medida vía autoinforme o fisiológicamente. Los métodos fisiológicos múltiples existen, incluyendo medida de erección del pene, tiempo de visualización, IRMF, y dilatación de la pupila. En hombres, estos muestran un grado alto de correlación con automedidas de informe, incluyendo hombres quién se autoinforman como "mayoritariamente directamente" o "mayoritariamente gay."
El impacto que la sexualidad dirigida hacia el mismo sexo tiene sobre uno en su identidad social, varía a través de culturas. Sin embargo, la cuestión de cómo las culturas, a través de historia, conceptualizaron estos tipos de comportamientos es un asunto de debate.
En  gran parte del mundo moderno, la identidad sexual es definida basándose  en el sexo del que  uno es socio. En algunas partes del mundo, aun así, la sexualidad es a menudo socialmente definida basándose en funciones sexuales, si uno es el penetrador o el que es penetrado.

### Causas
A pesar de que ninguna teoría causal todavía ha obtenido apoyo generalizado, hay considerablemente más  evidencia que apoya las causas no sociales  de la  orientación sexual que las sociales, especialmente para los hombres. Esta evidencia incluye la correlación intercultural de la homosexualidad y la no conformidad de género en la niñez, las influencias genéticas moderadas encontradas en estudios de gemelos, evidencia de efectos homonales prenatales en la organización del cerebro, el efecto del orden de nacimiento fraternal, y el hallazgo de que en casos raros donde los  niños fueron educados como chicas debido a una deformidad física, no obstante terminaron sintiéndose atraídos hacia las mujeres. Las causas sociales se mantienen respaldadas solo por evidencia débil, distorsionada por numerosos factores de confusión. La evidencia transcultural también apunta más hacia las causas no sociales. Las culturas que no son muy tolerantes con  la homosexualidad  no tienen índices significativamente  más altas de ella. El comportamiento homosexual es relativamente común entre los  chicos en los internados  británicos de un solo sexo, pero los británicos adultos que asistieron a  tales escuelas   no son  más probables para de tener un  comportamiento homosexual que quienes  no. En un caso extremo, el ritual de Sambia requerir que sus  jóvenes varones se involucren en  una relación homosexual durante la adolescencia antes de poder tener cualquier acceso a mujeres, aun así la mayoría de estos chicos se vuelven heterosexuales.
No es plenamente entendido el por qué los genes persisten en el acervo genético. Una hipótesis implica la selección de parentesco, sugirie que los  homosexuales invierten fuertemente  en sus parientes para compensar  el coste de no reproducirse tanto directamente. Esto no se ha respaldado  en  estudios hechos  en culturas Occidentales, pero varios estudios en Samoa han encontrado algún  apoyo para esta hipótesis. Otra hipótesis implica a genes  sexualmente antagónicos, los cuales causan la homosexualidad cuándo expresan en hombres pero aumentan la reproducción  cuándo se  expresanen mujeres. Los estudios tanto en  las culturas occidentales como en las  no Occidentales han encontrado apoyo para esta hipótesis.
Se ha hecho la hipótesis de que el comportamiento homosexual puede ser una adaptación para afiliación de sexo mismo o la formación de alianzas, aunque este disposición variaría genéticamente entre los individuos y ocurriria más a menudo cuándo la competición por parejas femeninas es especialmente severa. El psicólogo evolutivo David Buss criticó esta hipótesis, declarando que no hay ninguna evidencia de que la mayoría de los hombres más jóvenes en la mayoría de  las culturas utilicen un comportamiento homoerótico para establecer alianzas; en cambio, la norma es que las alianzas del mismo  sexo  no  vayan acompañadas por cualquier actividad sexual. Además,  declara que no hay ninguna evidencia de que los  hombres quiénes se involucran en un comportamiento homoerótico tengan  mejores resultados que otros hombres en formar alianzas o ascendiendo de estatus. Otros investigadores también lo han criticado, comentando que los datos transculturales sobre  prácticas sexuales son incompletos y desiguales; que no hay  ninguna necesidad de suponer que el comportamiento homosexual, más de cualquier otro comportamiento sexual, está bajo selección directa  en lugar que ser subproducto neutral; aquello de que  la hipótesis ignora la existencia de orientación sexual; que contradice los hallazgos de que los hombres con comportamiento homosexual o bisexual tiene tasas de paternidad mucho más bajas; que el comportamiento homosexual de los primates no es un fenómeno uniforme y varía dentro y a través de especies; y que  los parejas sexuales del mismo sexo son escogidas con base en la emoción sexual (en contraste a los bonobos, por ejemplo), las alianzas de esta clase solo ocurriran con la frecuencia de la atracción sexual mutua, y tal variabilidad parecería indicar una carencia de diseño por selección natural.